# Selenops caney
Selenops caney là một loài nhện trong họ Selenopidae.
Loài này thuộc chi Selenops. Selenops caney được G. G. Alayón miêu tả năm 2005.